# 霍桑德峰
46°24′15″N 8°18′35″E / 46.40417°N 8.30972°E
霍桑德峰（義大利語：Punta del Sabbione），是歐洲的山峰，位於瑞士和意大利接壤的邊境，由皮埃蒙特大區和瓦萊州負責管轄，屬於勒蓬廷阿爾卑斯山脈的一部分，海拔高度3,182米。

## 外部連結
- Hohsandhorn on Hikr （页面存档备份，存于）